# Klutiana khasiana
Klutiana khasiana är en stekelart som beskrevs av Gupta 1980. Klutiana khasiana ingår i släktet Klutiana och familjen brokparasitsteklar. Inga underarter finns listade i Catalogue of Life.